# جامعة ماريوبول الحكومية
جامعة ماريوبول الحكومية مؤسسة تعليم عالي أوكرانية، (بالأوكرانية: Маріупольський державний університет) هي جامعة تقع في دنيبروبتروفسك أوبلاست، أوكرانيا. تأسست هذه الجامعة في سنة 1991